# Black Legend
Ne pas confondre avec la comédie musicale Black Legends.
Black Legend est un groupe italien d'Italo house, actif entre 1999 et 2002,  issu de la collaboration des DJ Enrico Ferrari et Ciro Sasso, et du chanteur britannique Elroy « Spoonface » Powell.
You See The Trouble With Me, sorti en 1999, qui utilise un extrait d'un concert de Barry White de 1990 en Belgique, remporte un fort succès. 

## Discographie

### Singles
| Année                                                      | Titre                       | Meilleure position | Meilleure position | Meilleure position | Meilleure position | Meilleure position | Meilleure position | Meilleure position | Meilleure position | Meilleure position | Meilleure position | Certifications | Album           |
| Année                                                      | Titre                       | AUS                | FRA                | ALL                | IRL                | ITA                | P.-B               | NOR                | SUI                | R.-U               | US Dance           | Certifications | Album           |
| ---------------------------------------------------------- | --------------------------- | ------------------ | ------------------ | ------------------ | ------------------ | ------------------ | ------------------ | ------------------ | ------------------ | ------------------ | ------------------ | -------------- | --------------- |
| 2000                                                       | You See the Trouble with Me | 26                 | 21                 | 39                 | 6                  | 17                 | 16                 | 20                 | 22                 | 1                  | 7                  | - BPI : Argent | Singles inédits |
| 2000                                                       | Light My Fire               | —                  | —                  | —                  | —                  | —                  | —                  | —                  | —                  | —                  | —                  |                | Singles inédits |
| 2001                                                       | Somebody (vs. Shortie)      | —                  | —                  | —                  | —                  | —                  | —                  | —                  | 75                 | 37                 | —                  |                | Singles inédits |
| « — » signifie que le single n'a atteint aucun classement. |                             |                    |                    |                    |                    |                    |                    |                    |                    |                    |                    |                |                 |